# Безпека бренду
Безпека бренду (Brand safety) — це комплекс заходів, які спрямовані на захист іміджу та репутації брендів від негативного або шкідливого впливу сумнівного або невідповідного контенту під час реклами онлайн. Ціль Brand Safety – захист рекламного повідомлення та репутації бренду від негативного інформаційного контексту.
У відповідь на розміщення реклами поруч із небажаним вмістом компанії скорочують рекламні бюджети  та обмежують використання реклами в соціальних мережах.   Проте є інструменти, які убезпечують бренд від негативних або небажаних контекстів — налаштування Brand safety у різноманітних рекламних кабінетах. Відповідне рішення є в рекламних кабінетах Meta, Linkedin, Displsy & Video 360 (Google).

## Типи небезпечних середовищ
Глобальна індустрія діджитал-реклами вважає за краще уникати категорій «Брудної дюжини». Організація Interactive Advertising Bureau (IAB) додало 13-ту категорію: фейкові новини і нині список чутливих тем, з якими бренди не хочуть розміщувати рекламу, виглядає наступним чином:
1. Військовий конфлікт
2. Непристойність
3. Наркотики
4. Тютюн
5. Дорослий контент
6. Зброя
7. Злочинність
8. Смерть/травма
9. Інтернет-піратство
10. Мова ворожнечі
11. Тероризм
12. Спам/шкідливі сайти
13. Фейкові новини

Крім того, компанії часто визначають конкретні небезпечні категорії на основі самого бренду. Авіакомпанії, наприклад, можуть не захотіти, щоб їхні оголошення з’являлися поруч із екстреними новинами про авіакатастрофу. 

## Заходи безпеки бренду
Щоб забезпечити безпеку бренду, рекламодавці можуть купувати рекламні розміщення безпосередньо у перевірених видавців, що дозволяє їм безпосередньо розв'язувати проблеми безпеки бренду.  Рекламодавці та видавці також можуть наймати сторонніх постачальників послуг Brand safety, які можуть бути інтегровані в рекламну систему.  Іншими поширеними запобіжними заходами є чорні списки небезпечних сайтів, яких слід уникати, або білі списки безпечних сайтів для реклами. 

## Переваги та недоліки Brand safety
Заходи із захисту репутації бренду дають рекламодавцю низку переваг, зокрема:
1. Зберігає репутацію бренду.
2. Можливо виділити негативні ключові слова, за якими реклама не буде показуватися.
3. Виключає формати, котрі дратують користувачів під час перегляду.
4. Виключає теми, що містять гострі національні та міжнародні питання.
5. Захищає цільову аудиторію від вірусів та шпигунських програм.
6. Реклама розміщується на тих майданчиках, які клієнт відкриє в першу чергу.

Водночас захист бренду створює певні труднощі для рекламодавців, у порівнянні з тими, хто не дбає про безпеку бренду.
1. Обмежує інвентар.
2. Іноді підвищує вартість розміщення.
3. Списки обмежують кількість доступних рекламних місць. Це впливає на ефективність реклами.
4. Списки застарівають та потребують регулярного оновлення, оскільки контент постійно змінюється.[7]

## Дивись також
- Управління репутацією
- Інтернет-реклама
- Бренд-менеджмент
- Бренд
- Медійна реклама
- Реклама
- PR